# 阿尔普特勤
合特勤或阿尔普塔琴（？—975年），加兹尼王国奠基人，他是薩曼王朝一个突厥奴隶將軍。他本来在呼罗珊一帶生活后来被罷官，后来到阿富汗加兹尼趕走当地萨曼官员，自封称王。

## 生涯
薩曼王朝埃米尔阿布杜·馬里克死后，新埃米尔把阿尔普特勤免职，他就带一群突厥人去阿富汗，在962年他就很少承认萨曼宗主权，他女婿苏布克特勤在977年正式建国。